# Macaca jiangchuanensis
Macaca jiangchuanensis — доісторичний макак раннього плейстоцену Китаю.